# (5971) Tickell
(5971) Tickell ist ein Asteroid des Hauptgürtels, der am 12. Juli 1991 vom US-amerikanischen Astronomen Henry E. Holt am Palomar-Observatorium (IAU-Code 675) nordöstlich von San Diego in Kalifornien entdeckt wurde.
Der Himmelskörper wurde am 13. April 2006 nach dem britischen Diplomaten und Umweltschützer Crispin Tickell (1930–2022) benannt, der britischer Botschafter in Mexico (1981–1983) und bei den Vereinten Nationen (1987–1990) war.
Der Asteroid gehört zur Eunomia-Familie, einer nach (15) Eunomia benannten Gruppe, zu der vermutlich fünf Prozent der Asteroiden des Hauptgürtels gehören.